# Bienenmuseum Duisburg

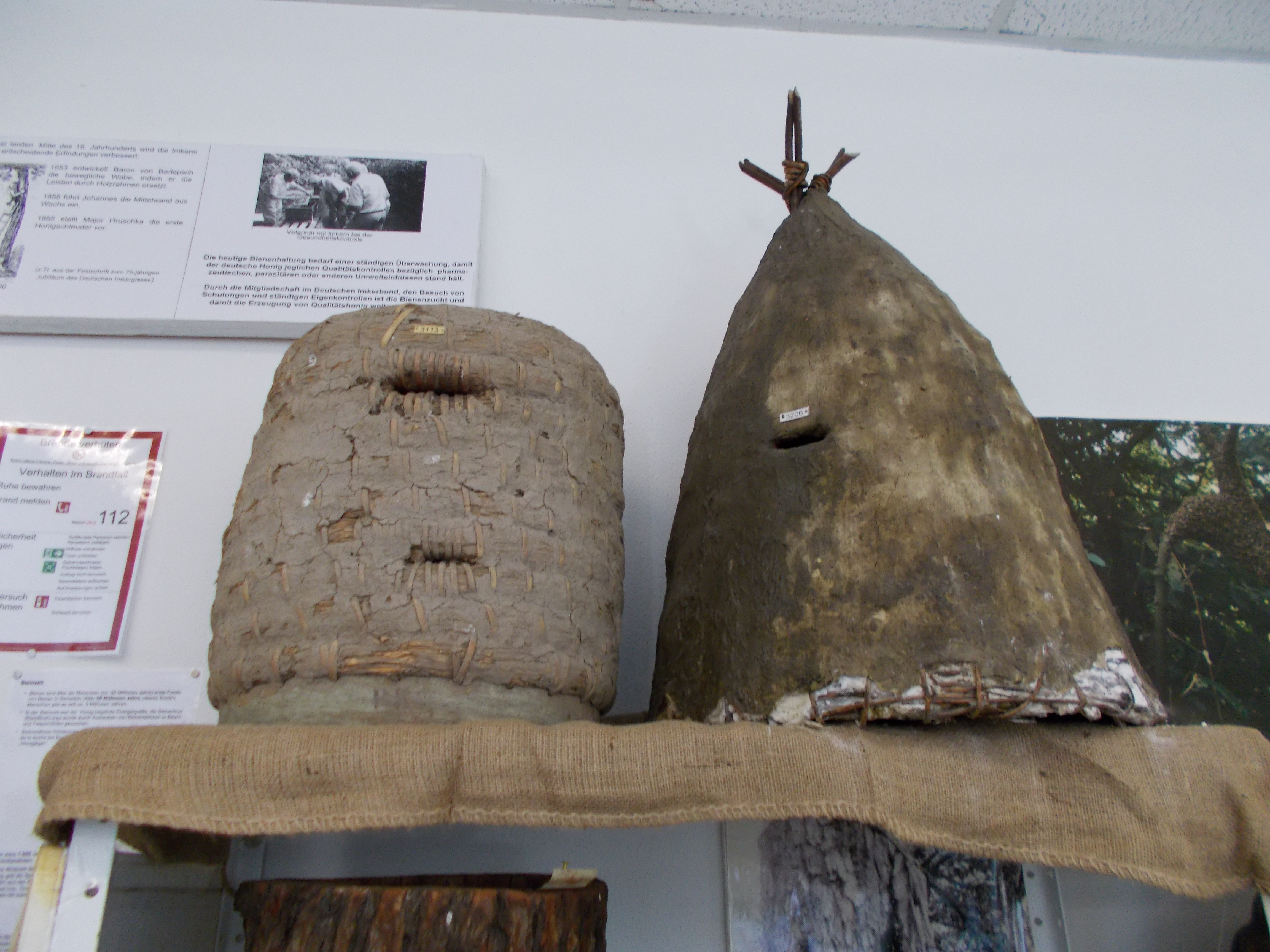
Urzeitliche Bienenkörbe. Der rechte wurde nach einer Höhlenmalerei aus Spanien gebaut.

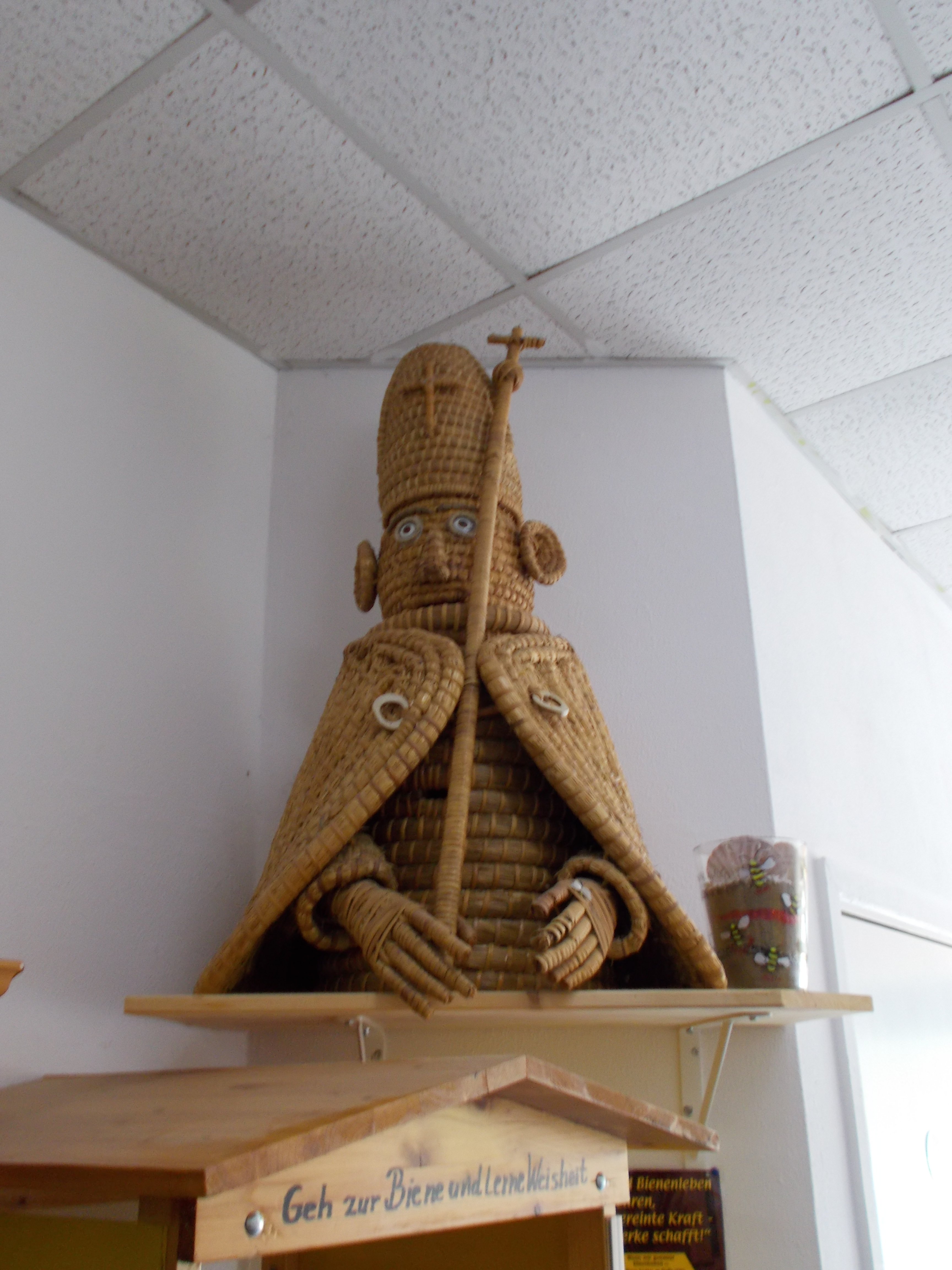
Ambrosiusbienenkorb

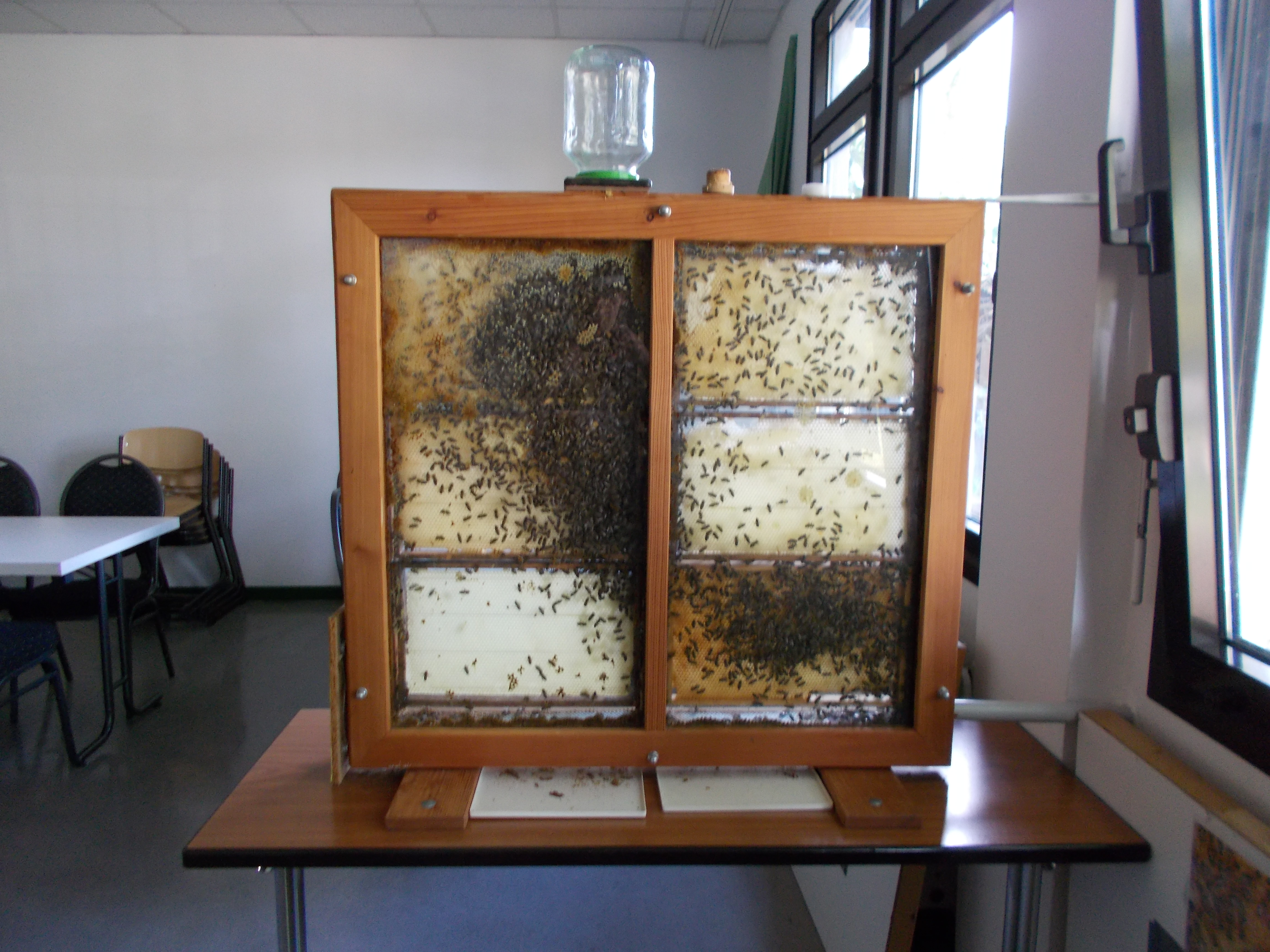
Gläserner Schaubienenkasten

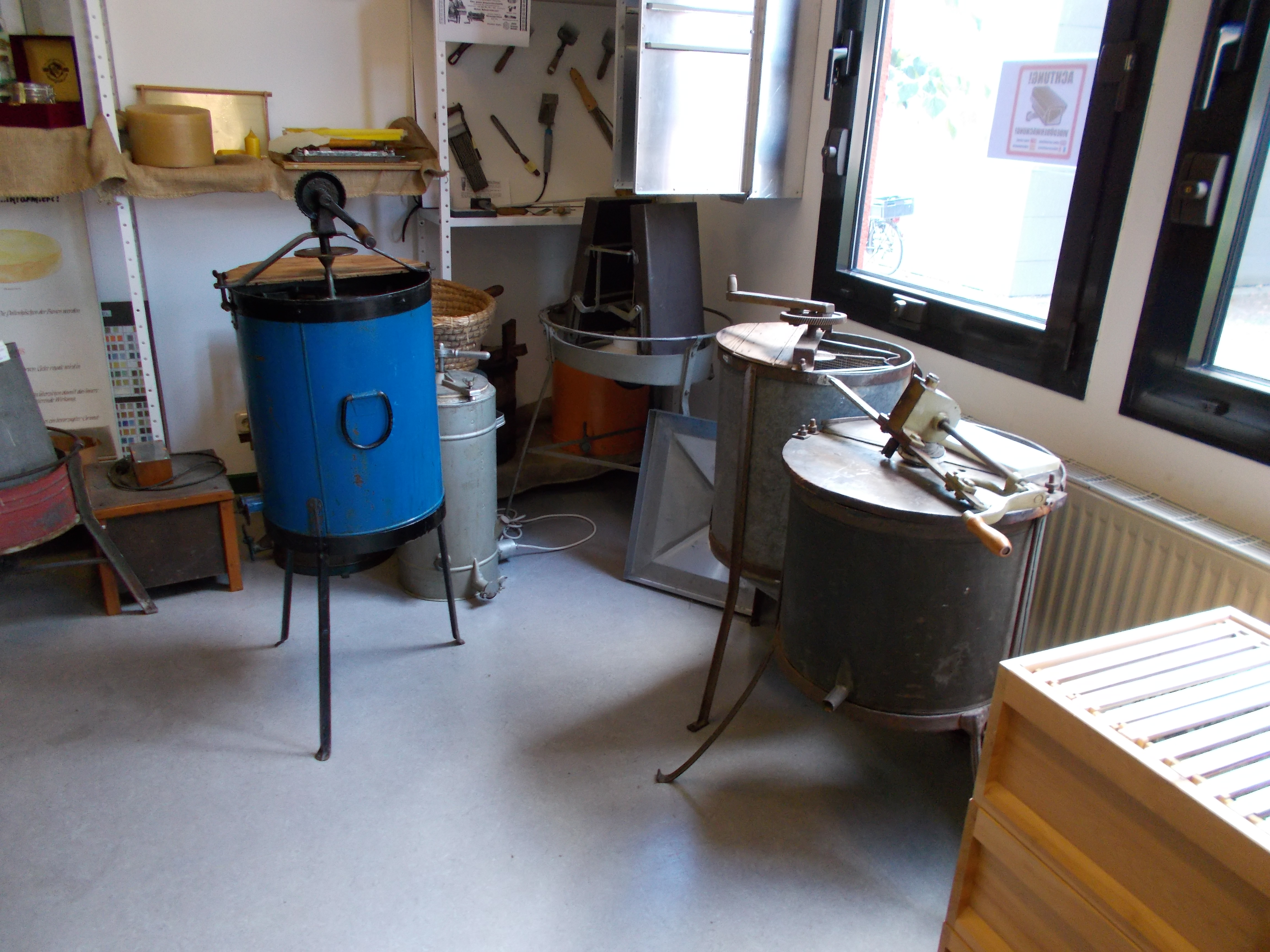
Honigschleudern, Kastenbeute und Imkerwerkzeuge.

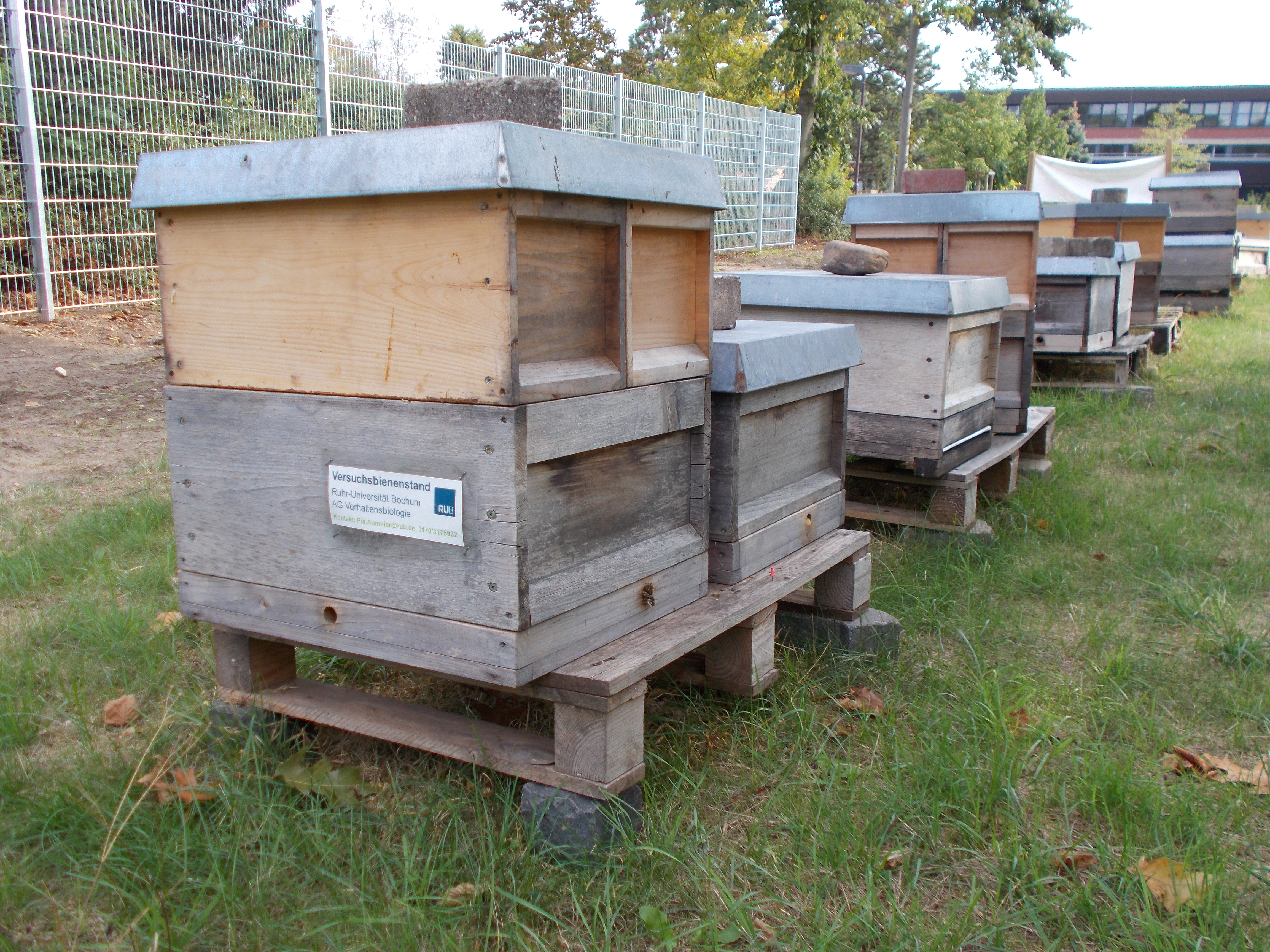
Versuchsbienenstand der Ruhr-Universität Bochum am Bienenmuseum Duisburg.

Das Bienenmuseum des Kreisimkerverbandes Duisburg e. V. in Rumeln-Kaldenhausen ist ein kleines Naturkundemuseum über die Imkerei. Es befindet sich in einem Pavillon auf dem Gelände des Albert-Einstein-Gymnasiums.
Auf rund 400 m² beherbergt es einen Ausstellungsraum mit Exponaten aus der Imkereigeschichte und der Bienenforschung. Zusätzlich befasst es sich mit dem Schutz anderer Hautflügler wie Wespen und Ameisen und zeigt worin die Unterschiede zwischen den Tierarten und ihrer Lebensweise besteht. Als Aus- und Fortbildungsbetrieb des Deutschen Imkereiverbandes ist es ein Schulungszentrum für den Imkernachwuchs und Begegnungsstätte für den Erfahrungsaustausch. Regelmäßig finden Sonderveranstaltungen, Kurse und Vorträge mit Referenten und Wissenschaftlern deutscher Bieneninstitute und Universitäten statt.
Geöffnet ist das Bienenmuseum am Mittwoch und Samstag.

## Geschichte
1959 gründete der Bienenzuchtverein Duisburg e. V. ein Bienenmuseum in Duisburg-Wedau. Es war bis 1996 in der Schule „Am See“ untergebracht. Eine stetig wachsende Sammlung und steigende Besucherzahlen, vor allem durch Schulklassen im Rahmen des Biologieunterrichts, machten 1997 einen Umzug aus Platzgründen notwendig.
In den leerstehenden Räumen der ehemaligen Schule an der Kirchfeldstraße in Duisburg-Kaldenhausen fand das Museum ein neues Zuhause. Sie boten Platz für die zahlreichen Ausstellungsstücke und einen Seminarraum mit moderner technischer Ausstattung und genügend Sitzplätzen für die Besucher. Aber auch größere Vereinstreffen mit nationalen und internationalen Imkereivereinen, Lehrveranstaltungen und Forschungsprojekte waren jetzt möglich. Hinzu kam eine Bibliothek und ein  Museumsladen.
Sechs Jahre später stand ein weiterer Umzug an. Das Bienenmuseum musste einem Neubaugebiet weichen. Seit dem 1. Oktober 2013 befindet sich das Bienenmuseum auf dem Gelände des Albert-Einstein-Gymnasiums an der Schulallee 11.
Mit dem Bienenmuseum und dem Imkerverband zogen auch die Ameisenschutzwarte Nordrhein-Westfalen e. V. und der Arbeitskreis Studio der Heimat e. V. in das Gebäude.
Das Museum wird ehrenamtlich von den Vereinsmitgliedern betreut.

## Ausstellung
Das Bienenmuseum widmet seine Ausstellung den Insekten und der Imkerei. Schwerpunkt ist die Haltung der Honigbiene als Nutztier, Geschichte und Werkzeuge der Imkerei, Bienenprodukte, Verhaltensforschung, sowie  die Varroamilbe und das Bienensterben. Ein gläserner Schaubienenkasten ermöglicht ganzjährig das Verhalten der Bienen im Stock und die Königin bei der Eiablage zu beobachten. Man wird in die Bienensprache eingeweiht, lernt die Mitglieder des Insektenstaates zu unterscheiden und erfährt wie und woran Honig- und Brutwaben zu erkennen sind.
Wohl einzigartig in Deutschland ist die umfangreiche Sammlung an Bienenbehausungen. Angefangen von den ausgehöhlten Baumstämmen der Zeidlerei, über die geflochtenen Strohkörbe mit Kuhfladenanstrich der Heideimker bis hin zu den hölzernen Magazinbeuten, die heute Standard sind. Besonderheiten sind der Nachbau eines Bienenkorbes einer steinzeitlichen Höhlenmalerei, ein Bannkorb mit Dämonenfratze, der Diebe vom Honigraub abhalten soll und ein Strohkorb in Form des Heiligen Ambrosius, dem Schutzpatron der Imker.
Bei einer Führung erfährt man anhand der  Ausstellungsstücke einiges über die Arbeit der Imker und die Bienenzucht. Wer  wissen will, wie viel eine gefüllte Honigwabe wiegt, kann dies ebenfalls im BiMu herausfinden. Im Besitz des Vereins befindet sich eine Sammlung von Honigen aus aller Welt. Der teuerste darunter ist aus Saudi-Arabien. Ein Gläschen davon kostet zwischen 150 und 200 €.
Vor allem für die Bestäubung der Obst- und Gemüsepflanzen in der Nahrungsmittelproduktion gilt die Biene als drittwichtigstes Nutztier in der Landwirtschaft. Honig ist dagegen nur ein  Beiprodukt. In Kosmetikartikeln und in der alternativen Medizin werden ebenfalls Bienenprodukte eingesetzt. Um einen gesunden Bien zu erhalten, gibt es über die Königinnen und Drohnen Zuchtbücher. Je nach Jahrgang wird die Königin mit einer kleinen farbigen Plakette beklebt, an der man ihr Alter feststellen kann. Als Hilfsmittel gibt es dafür spezielle Halteklammern. Die meisten Imker verzichten jedoch darauf und markieren sie von Hand. Als Übungsobjekte für die friemelige Arbeit müssen die Männchen herhalten.
Trotz  Pflege sterben immer wieder  Bienenvölker. Die 1975 aus Asien eingeschleppte Varroamilbe ist eine ernsthafte Bedrohung für die Honigbiene geworden. Mit Ameisensäure versucht man den Befall einzudämmen. Hinzu kommen Nahrungsmangel durch Monokulturen, Einsatz von Pestiziden, extreme Wetterbedingungen und seit neuerer Zeit der massive Ausbau des Mobilfunknetzes. Die Strahlung stört den Orientierungssinn und macht die Insekten unfruchtbar.
Obwohl die Honigbiene schon jahrhundertelang in menschlicher Obhut lebt, gibt es für Apidologen immer wieder Neues zu entdecken. Ein wenig kurios wirken die Geräte aus der Bienenforschung aus den 1970er Jahren von Fritz Haverkamp. Darunter ein spezieller Poliratisationsfilter, eine elektronische Bienenzählmaschine oder das martialisch anmutende Bienenpeilgerät. Draußen im Hof steht eine Reihe Versuchsbienenkästen der Ruhr-Universität Bochum.
Den wildlebenden Verwandten wie Hummeln und Solitärbienen und anderen Hautflüglern wie Wespen, Hornissen und Ameisen ist ein weiteres Regal gewidmet. Auch sie sind als natürliche Schädlingsbekämpfer wichtig für das Ökosystem. Anhand von Modellen und Präparaten lernt man Wespen von Honigbienen zu unterscheiden, wie die Nester und der Lebenszyklus aussehen und was man zum Erhalt der Ameisen, Wildbienen und Hornissen im Garten tun kann.
Aktuell liegt die jährliche Besucherzahl bei rund 2.000, meist Kindergärten, Schüler und Seminarbesucher. Um das Museum für Besucher attraktiver zu gestalten, wird zusammen mit der Hochschule Rhein-Waal in Kamp-Lintfort an einem neuen Ausstellungskonzept gearbeitet. In Entwicklung ist ein multimediales „Beechive“, ein interaktives Bienenarchiv, das nebst ergänzenden Informationen und Videos zu Bienen und Imkerei weitere Exponate zeigt, die in den Räumen des Pavillons keinen Platz hätten. Im Außenbereich entsteht ein bienenfreundlicher Garten, der jahreszeitlich mit unterschiedlichen Blühpflanzen gestaltet wird.